# Danilo Cirino de Oliveira
Danilo Cirino de Oliveira (sinh 11 tháng 11 năm 1986) là một cầu thủ bóng đá Brasil thi đấu cho Budapest Honvéd FC.

## Sự nghiệp câu lạc bộ

### Sion
Vào tháng 11 năm 2011, Danilo trải qua một giai đoạn thử việc ở VfB Stuttgart, but anh ký hợp đồng với Sion vào tháng 1 năm 2012.

### Aktobe
Ngày 31 tháng 3 năm 2015, Danilo ký hợp đồng với Aktobe ở Giải bóng đá ngoại hạng Kazakhstan.

### Chiangrai United
Ngày 10 tháng 3 năm 2016, có thông báo rằng Danilo gia nhập Chiangrai United for the mùa giải 2016.